# 代赫佳爾卡
49°36′47″N 35°42′39″E / 49.61306°N 35.71083°E
代赫佳爾卡（烏克蘭語：Дегтярка）是位於烏克蘭東部的村莊，由哈爾科夫州别列斯京区的舊維里夫卡市鎮負責管轄。該村面積0.2平方公里，海拔高度181米，2001年人口71，人口密度每平方公里356.8人。